# Culture de Chypre

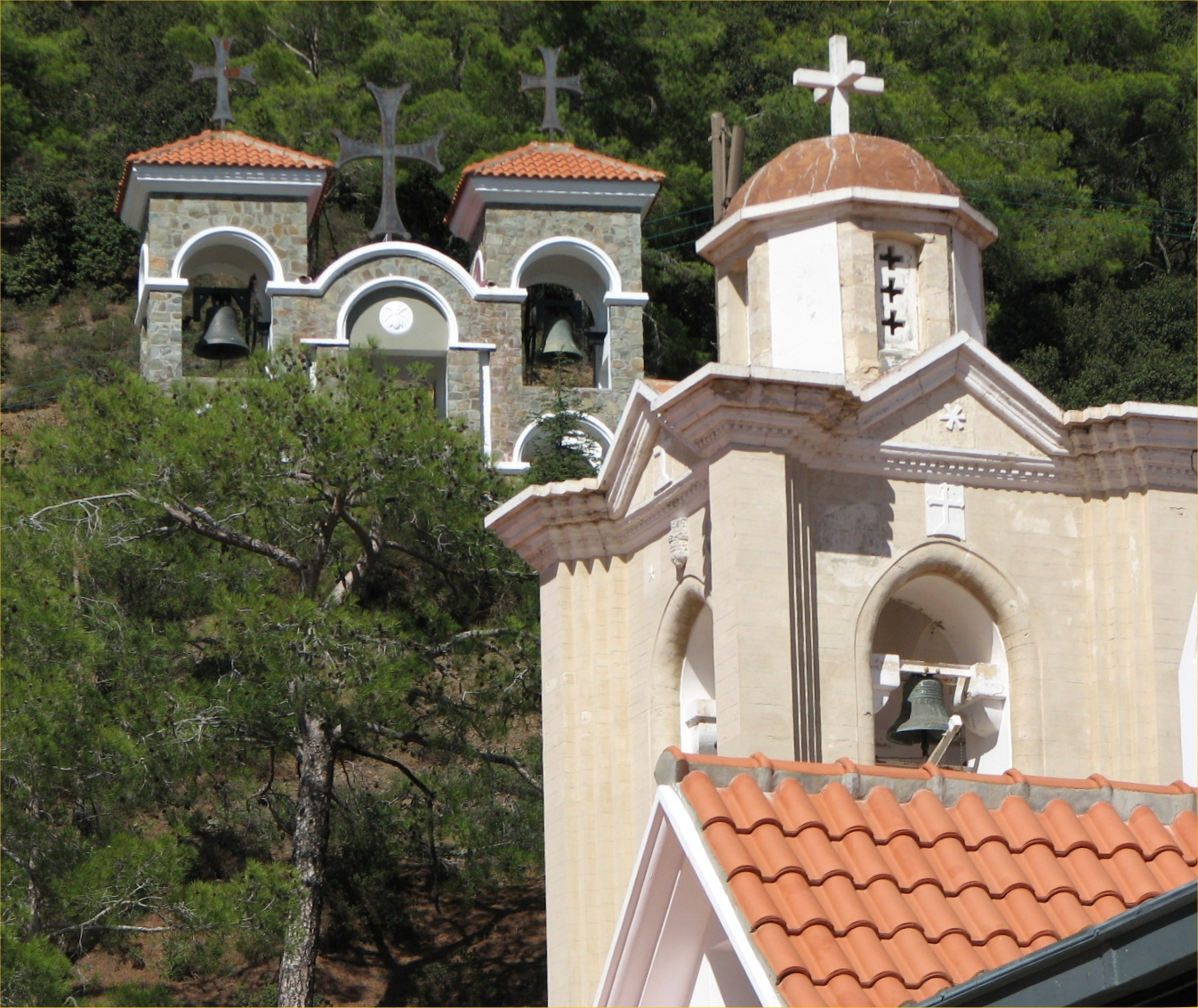
Monastère de Kykkos

Cet article présente différents aspects de la culture de Chypre.

## Langues
Les langues parlées sont le grec et le turc qui ont le statut de langues officielles. Chacune d'elles possède des variantes dialectales que sont le grec chypriote et le turc chypriote. En tant qu'ancienne colonie britannique, l'anglais est également parlé par l'ensemble de la population.

## Religions
Les Chypriotes de la république de Chypre sont à 94 % chrétiens orthodoxes. Il existe également de petites communautés maronite (0,7 % de la population), arménienne (0,3 %) et latine (0,1 à 1,5 %). La partie nord de l'île est majoritairement musulmane sunnite (18 % de la population totale de l'île).

## Fêtes et jours fériés
D’après le site d’informations officiel du gouvernement de la république de Chypre, quatre jours sont observés par toutes les communautés, les autres sont observés légalement selon chaque communauté nationale ou religieuse :
| Date               | Nom français                          | Noms locaux               | Remarques |
| ------------------ | ------------------------------------- | ------------------------- | --- |
| 1er janvier        | Jour de l’an                          | Πρωτοχρονιά New Year Day  | Fête civile |
| 6 janvier          | Épiphanie                             | Epiphany                  | Fête religieuse (observée par les orthodoxes grecs, et catholiques uniquement)                                                                                    |
| 6 janvier          | Noël arménien                         | Christmas                 | Fête religieuse (observée par les arméniens uniquement) |
| variable           | Lundi des Rameaux                     | Green Monday              | Fête religieuse (observée par les orthodoxes grecs, et aussi par catholiques et arméniens)                                                                        |
| variable           | « Anniversaire du prophète »          | Prophet's Birthday        | Fête religieuse (observée par les turcs musulmans) |
| variable (2 jours) | Ramazan Bayram                        | ...                       | Fête religieuse (observée par les turcs musulmans) |
| variable (3 jours) | Kurban Bayram                         | ...                       | Fête religieuse (observée par les turcs musulmans) |
| 25 mars            | Fête nationale grecque (Annonciation) | Ευαγγελισμός της Θεοτόκου | Fête civile. Commémoration de la révolution de 1821, instaurée en 1838                                                                                            |
| 1er avril          | Fête nationale grecque chypriote      | ...                       | Fête communautaire (observée par les orthodoxes grecs, catholiques et arméniens). 1955–1959.                                                                      |
| variable           | Vendredi saint                        | Μεγάλη Παρασκευή          | Fête religieuse (observée par les orthodoxes grecs, catholiques, protestants et arméniens)                                                                        |
| variable           | Lundi de Pâques                       | Δευτέρα Διακαινησίμου     | Fête religieuse (observée par les orthodoxes grecs, catholiques, protestants et arméniens)                                                                        |
| 23 avril           | ...                                   | ...                       | Fête communautaire (observée par les turcs) |
| 1er mai            | Fête du Travail                       | ...                       | Fête civile (internationale) |
| 19 mai             | ...                                   | ...                       | Fête communautaire (observée par les turcs) |
| variable           | Lundi de Pentecôte orthodoxe          | Kataklysmos               | Fête religieuse (observée par les orthodoxes grecs) |
| 15 août            | Dormition                             | Κοίμηση της Θεοτόκου      | Fête religieuse (observée par les orthodoxes grecs) |
| 30 août            | ...                                   | ...                       | Fête communautaire (observée par les turcs) |
| 1er octobre        | Jour de l’Indépendance de Chypre      | Ημέρα ανεξαρτησιάς        | Fête civile. 1960. |
| 28 octobre         | Fête nationale grecque (Jour du Non)  | Επέτειος του Όχι          | Fête communautaire (observée par les orthodoxes grecs, catholiques et arméniens). Rejet de l’ultimatum de Mussolini et retrait des troupes italiennes en Albanie. |
| 29 octobre         | Jour de l’indépendance turque         | ...                       | Fête communautaire (observée par les turcs) |
| 24 décembre        | Veille de Noël                        | Christmas Eve             | Fête religieuse (observée par les orthodoxes grecs, catholiques, protestants et arméniens)                                                                        |
| 25 décembre        | Noël                                  | Χριστούγεννα Christmas    | Fête religieuse (observée par les orthodoxes grecs, catholiques, protestants et arméniens)                                                                        |
| 26 décembre        | Lendemain de Noël                     | Boxing Day                | Fête religieuse (observée par les orthodoxes grecs, catholiques, protestants et arméniens)                                                                        |

## Littérature
- Écrivains chypriotes
- Littérature chypriote
- Archives d’État de Chypre
- Bibliothèque nationale de Chypre (1927)

### Filmographie
- Shillourokambos : les origines de Chypre, film de Marc Azéma et Jean Guilaine, CNRS Images, Passé Simple, 2009, 52 min (DVD)